# Borobadilepe
Borobadilepe é uma vila localizada no Distrito do Sul em Botswana. Possuía, em 2011, uma população estimada de 330 habitantes.